# نکچی اگبه
نکچی اگبه (انگلیسی: Nkechi Egbe؛ زادهٔ ۵ فوریهٔ ۱۹۷۸) بازیکن فوتبال اهل نیجریه است.
وی همچنین در تیم ملی فوتبال زنان نیجریه بازی کرده‌است.